# Поляков Олег Вікторович
Олег Вікторович Поляков (нар. 6 лютого 1971, м. Павлоград - 2 лютого 2025, м.Київ) — український письменник, критик, журналіст.

## Життєпис
Олег народився 6 лютого 1971 року в Павлограді Дніпропетровської області. Закінчив факультет журналістики Київського університету ім. Шевченка (1993).
Працював журналістом на Львівському телебаченні, був редактором профільних видань з менеджмент-освіти, НДО, будівництва, екології. В рамках творчого об'єднання Школа Вільних Мистецтв працював над різними музичними, кіно- та телепроєктами.
Перші прозові твори були опубліковані у часописі «Країна мрій» (оповідання «У напрямку далеких гаїв», «Діти вогню»), а критичні матеріали — у «Кур'єрі Кривбасу». Перший роман «Рабині й друзі пані Векли» критик Євгеній Стасіневич визнав одним із найкращих дебютів останніх років в українській літературі.
Манеру письма Олега Полякова деякі критики називають новою химерною прозою або «магічним реалізмом». З цього приводу автор зазначив: «Я би назвав свій стиль реалістичним магізмом — звісно, з певною часткою гумору. Дійсно, я не порушую законів фізики і не переступаю меж здорового глузду; химерність у моїх романах насправді доволі буденна, з нею можна стикнутися за рогом сусіднього будинку, в метро, фаст-фуді, власне — будь-де».
Мешкав та працював у Ірпені та Києві. Одружений, має доньку.
Уранці 2 лютого 2025 року помер після тяжкої швидкоплинної невиліковної хвороби. 
"Вірний сім`янин. Відданий друг. Справжній джентльмен. Оригінальний письменник. Це принаймні таких чотирьох людей ми втратили нині в особі Олега Вікторовича Полякова... 
Романи Олега є винятковими. Вдавано простими. Вдавано також химерними. Поза своєю пристрастю бути винятково оригінальним, не менш оригінальним ніж такі його взірці як Джеймс Джойс, Франц Кафка чи Ірвін Велш, Полякову прикметна виняткова сумлінність в роботі над текстами - йдеться не про сумлінність редактора, а про сумлінність творця, творця дива. 
"А на кінчику стилю онде танцює дивовижний акровірш" - ця фраза з римського поета Катулла в останні десятиріччя, які Олег Поляков творив свої безсмертні чотири романи, була прапором, смолоскипом-дороговказом для цього автора. Одного разу він прочитав цю фразу на початку 90-х, і йшов до втілення її у власному мистецтві потім усе життя. Утілив. "Цегельний завод" - оповідь про відрубування руки другові в місті Павлоград на спір, написана 1993-го, 2025 виросла до епічного полотна "П`ять поглядів на весняний вогонь", полотна, яке розірве вашу душу на шматки, коли ви його прочитаєте." - написав у день смерті Митця на своїй сторінці соцмережі його друг, критик та письменник Віталій Квітка.

## Переклади іншими мовами
- Niewolnice i przyjaciele pani Tekli (Warszawa: Anagram, 2019) ISBN: 9788365554451

## Інтерв'ю
- Інтерв'ю з письменником: «Якщо довго з любов’ю дивитися на камінь, він почне з тобою розмовляти»//Видавництво Дім Химер
- «Літературу обмежує лише правда життя і правда вимислу»//Офіційний сайт Вікторії Гранецької
- «Всім, хто хоче пізнати себе, раджу написати роман»//Читомо
- «Відчути дух свого часу і співвіднести його з вічністю…»//Буквоїд